# Amtsgericht Runkel

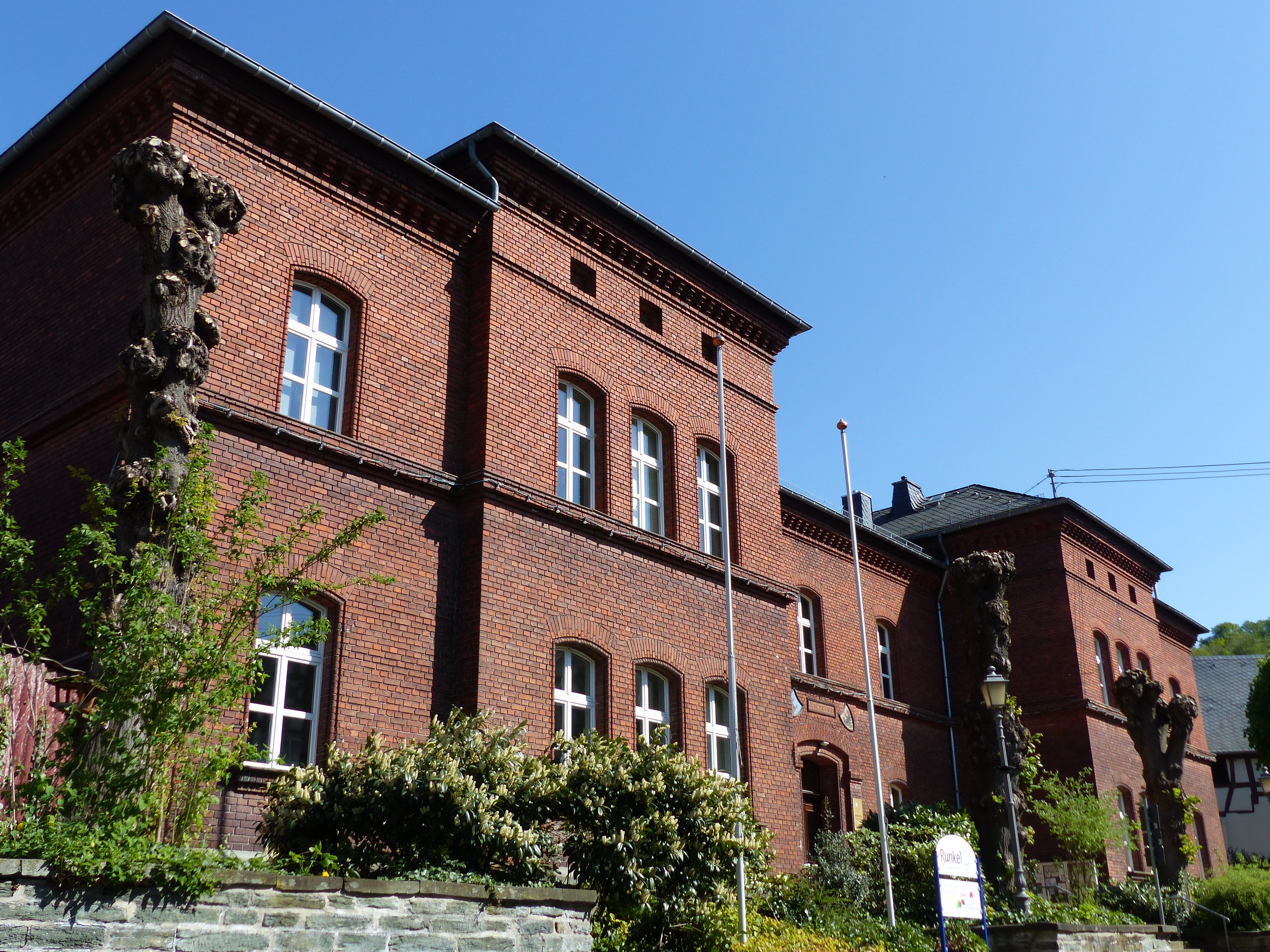
Amtsgerichtsgebäude

Das Amtsgericht Runkel war ein von 1867 bis 1968 bestehendes Gericht der ordentlichen Gerichtsbarkeit mit Sitz in der Stadt Runkel.

## Geschichte

### Vorgeschichte
Im Herzogtum Nassau wurde die Rechtsprechung in Zivilsachen erster Instanz durch die Ämter, hier also dem Amt Runkel, vorgenommen. Rechtsprechung und Verwaltung waren nicht getrennt.
Nach der Märzrevolution 1848 wurde die Verwaltung neu geordnet. Mit Gesetz vom 4. April 1849 wurden in Nassau Verwaltung und Rechtsprechung auf unterer Ebene getrennt. Die Reform trat zum 1. Juli 1849 in Kraft. Für die Verwaltung wurden 10 Kreisämter gebildet, die Ämter als Justizämter (also Gerichte der ersten Instanz) weitergeführt. Die Verwaltungsaufgaben des Amtes Runkel wurden vom Kreisamt Limburg wahrgenommen, die Rechtsprechung vom Justizamt Runkel. Die Reform wurde jedoch bereits am 1. Oktober 1854 wieder rückgängig gemacht, die Kreise wieder abgeschafft und die vorigen Ämter wiederhergestellt.
Richter waren in dieser Zeit:
- Cuntz (Justizamtsverwalter) 1849–1851
- Wilhelm Usener (1851 Justizamtsverwalter) 1851–1854

### Amtsgericht
Nach der Annektierung des Herzogtums Nassau durch den preußischen Staat erging im Juni 1867 eine königliche Verordnung, welche die bisherigen nassauischen Gerichtsbehörden, die teilweise auch administrative Funktionen ausübten, aufhob und durch Amtsgerichte in erster, Kreisgerichte in zweiter und ein Appellationsgericht in dritter Instanz ersetzte. Daraufhin ordnete das preußische Justizministerium zum 1. September 1867 die Errichtung eines Amtsgerichts zu Runkel an, dessen Bezirk aus dem Amt Runkel gebildet wurde und somit aus der Stadt Runkel und den Dörfern Arfurt, Aumenau, Blessenbach, Ennerich, Eschenau, Falkenbach, Gaudernbach, Heckholzhausen, Hofen, Langhecke, Laubuseschbach, Münster, Obertiefenbach, Schadeck, Schupbach, Seelbach, Steeden, Villmar, Weyer, Wirbelau und Wolfenhausen.
Gehörte dieses Gericht zunächst noch zum Bezirk des Kreisgerichts Limburg, kam es aufgrund des Gerichtsverfassungsgesetz mit Wirkung zum 1. Oktober 1879 zum Wechsel in den Bezirk des neu errichteten Landgerichts Limburg, der Bezirk des Amtsgerichts selbst änderte sich jedoch nicht. Mit Wirkung zum 1. Januar 1933 wurde aus dem Bezirk des Amtsgerichts Hadamar die Gemeinde Niedertiefenbach zugewiesen. Am 1. Juli 1968 wurde das Amtsgericht Runkel aufgelöst und sein gesamter Bezirk dem Amtsgericht Weilburg zugelegt.

## Gerichtsgebäude

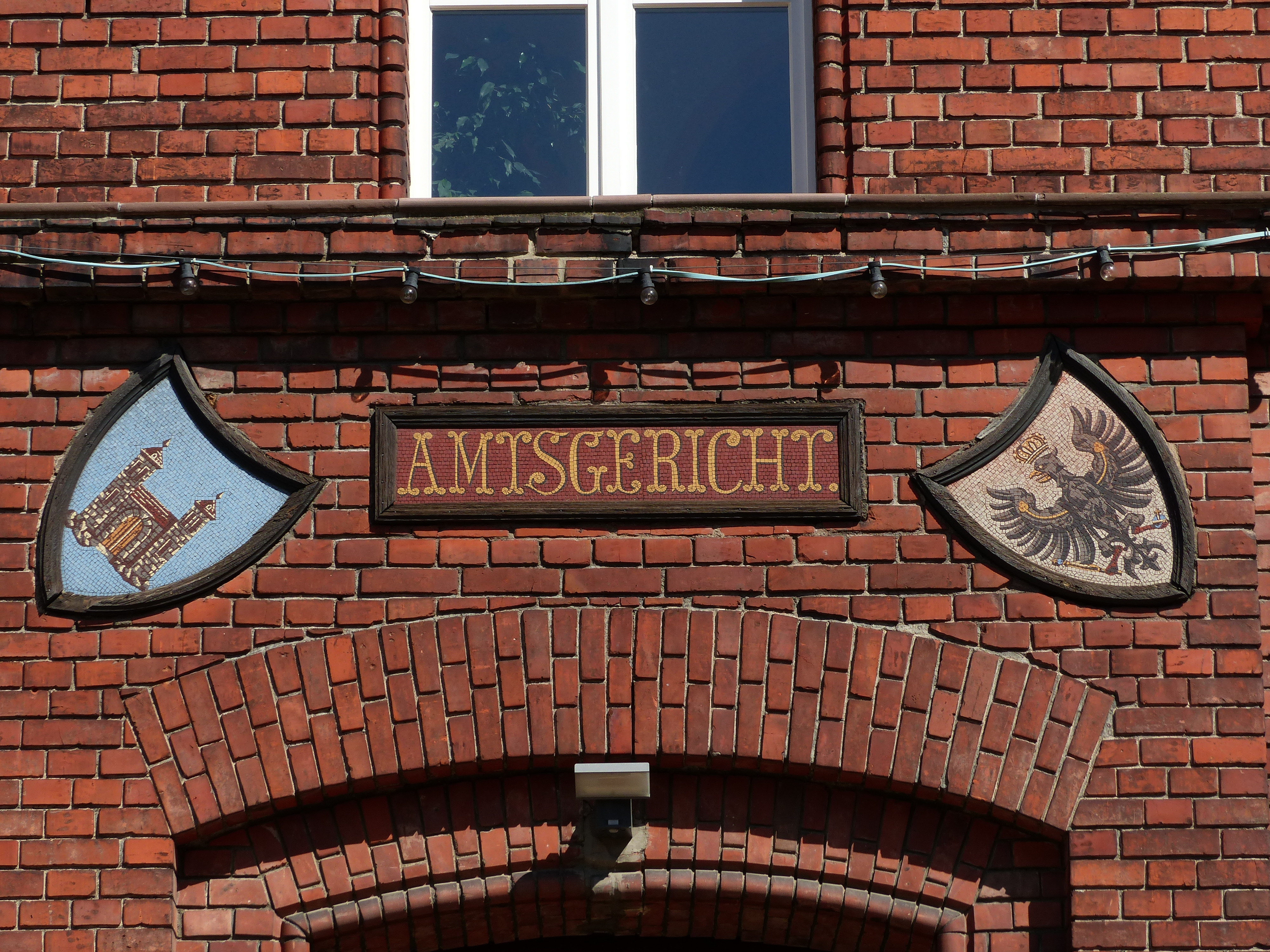
Eingangsbereich des Amtsgerichtsgebäudes

Das Gericht befand sich an der Burgstraße 4 in Runkel. Der große Blankziegelbau wurde von 1883 bis 1887 nach dem Entwurf des königlichen Baurates Max Spinn errichtet und dient heute, nachdem es nach der Auflösung des Gerichts zunächst einige Jahre von dem Filmleuchtenhersteller Otto Hedler genutzt wurde, als Rathaus der Stadt.